# Ufens
Ufens is een geslacht van vliesvleugeligen uit de familie Trichogrammatidae. De wetenschappelijke naam van dit geslacht is voor het eerst geldig gepubliceerd in 1911 door Girault.

## Soorten
Het geslacht Ufens omvat de volgende soorten:
- Ufens acacia Owen, 2011
- Ufens acuminatus Lin, 1993
- Ufens albitibiae Girault, 1915
- Ufens aperserratus Owen, 2011
- Ufens apollo Owen, 2011
- Ufens austini Owen, 2011
- Ufens australensis Owen, 2011
- Ufens bestiolis Owen, 2011
- Ufens binotatus Girault, 1915
- Ufens breviclavata Yousuf & Shafee, 1991
- Ufens cardalia Owen, 2011
- Ufens ceratus Owen, 2005
- Ufens cupuliformis Lin, 1993
- Ufens debachi Owen, 2011
- Ufens decipiens Owen, 2011
- Ufens dilativena Nowicki, 1940
- Ufens dolichopenis Owen, 2011
- Ufens elimaeae Timberlake, 1927
- Ufens flavipes Girault, 1912
- Ufens foersteri (Kryger, 1918)
- Ufens forcipis Owen, 2011
- Ufens gloriosus Owen, 2011
- Ufens gurgaonensis Yousuf & Shafee, 1988
- Ufens hercules Girault, 1912
- Ufens invaginatus Owen, 2011
- Ufens jaipurensis Yousuf & Shafee, 1988
- Ufens kender Owen, 2011
- Ufens khamai Owen, 2011
- Ufens kurrajong Owen, 2011
- Ufens lanna Owen, 2011
- Ufens latipennis Yousuf & Shafee, 1988
- Ufens luna Girault, 1911
- Ufens messapus Owen, 2011
- Ufens mezentius Owen, 2011
- Ufens mirabilis Owen, 2011
- Ufens nazgul Owen, 2011
- Ufens niger (Ashmead, 1888)
- Ufens noyesi Owen, 2011
- Ufens pallidus Owen, 2011
- Ufens parvimalis Owen, 2011
- Ufens piceipes Girault, 1912
- Ufens pintoi Owen, 2011
- Ufens placoides Owen, 2011
- Ufens pretiosa (Girault, 1913)
- Ufens principalis Owen, 2005
- Ufens quadrifasciatus Girault, 1915
- Ufens rimatus Lin, 1993
- Ufens similis (Kryger, 1932)
- Ufens simplipenis Owen, 2011
- Ufens spicifer Owen, 2011
- Ufens taniae Owen, 2011
- Ufens thylacinus Owen, 2011
- Ufens vectis Owen, 2011
- Ufens xinjiangensis (Hu & Lin, 2003)